# Trojeglava
Trojeglava falu Horvátországban Belovár-Bilogora megyében. Közigazgatásilag Dežanovachoz tartozik.

## Fekvése
Belovártól légvonalban 45, közúton 61 km-re délkeletre, Daruvártól légvonalban 10, közúton 15 km-re délnyugatra, községközpontjától 5 km-re délkeletre, Nyugat-Szlavóniában, a Bela-patak partján fekszik. A település mindössze négy utcából áll (ulica Stjepana Radića, ulica Hrvatskih velikana, ulica Matija Gupca és ulica Masarykova). A faluközpontot egy útkereszteződés képezi, ahol a legfontosabb középületek, az iskola, a bolt, a buszállomás, a tűzoltószerház, az állatorvosi rendelő és a horvát ház állnak. A szomszédos települések Donji Sređani, Goveđe Polje, Kaštel Dežanovački és Drlež.

## Története
A helyi hagyomány szerint Trojeglava a török uralom idején keletkezett. A történet szerint a törökök megöltek három helyi parasztot, lefejezték őket, majd fejüket karóra tűzték és arra hegyre állították őket, ahol a táboruk volt. Ma ott temető van. A hegyet azóta Trojeglavának (a név három fejet jelent) hívják. Az elnevezés máig fennmaradt, sőt áttevődött a közelében fekvő falura is.
A 17. század végén és a 18. század elején főként Bosznia területéről érkezett pravoszláv szerbeket telepítettek le ide. A települést az első katonai felmérés térképén „Dorf Trojeglav” néven találjuk. Lipszky János 1808-ban Budán kiadott repertóriumában „Trojeglava” néven szerepel. Nagy Lajos 1829-ben kiadott művében „Trojeglava” néven 43 házzal, 13 katolikus és 352 ortodox vallású lakossal találjuk.
A Magyar Királyságon belül Horvát–Szlavónország részeként, Pozsega vármegye Daruvári járásának része volt. 1857-ben 342, 1910-ben 820 lakosa volt. A 19. század végén és a 20. század elején az olcsó földterületek miatt és a jobb megélhetés reményében magyar és cseh lakosság telepedett le itt. 1910-ben a népszámlálás adatai szerint lakosságának 36%-a cseh, 26%-a magyar, 18%-a szerb, 12%-a horvát anyanyelvű volt. Az első világháború után 1918-ban az új szerb-horvát-szlovén állam, majd később (1929-ben) Jugoszlávia része lett.
1941 és 1945 között a németbarát Független Horvát Államhoz, háború után a település a szocialista Jugoszláviához tartozott. A település 1991-től a független Horvátország része. 1991-ben lakosságának 37%-a szerb, 29%-a cseh, 15%-a horvát nemzetiségű volt. 2011-ben a településnek 254 lakosa volt, akik főként mezőgazdasággal, állattartással foglalkoztak.

## Lakossága
| Lakosság változása | Lakosság változása | Lakosság változása | Lakosság változása | Lakosság változása | Lakosság változása | Lakosság változása | Lakosság változása | Lakosság változása | Lakosság változása | Lakosság változása | Lakosság változása | Lakosság változása | Lakosság változása | Lakosság változása | Lakosság változása |
| ------------------ | ------------------ | ------------------ | ------------------ | ------------------ | ------------------ | ------------------ | ------------------ | ------------------ | ------------------ | ------------------ | ------------------ | ------------------ | ------------------ | ------------------ | ------------------ |
| 1857               | 1869               | 1880               | 1890               | 1900               | 1910               | 1921               | 1931               | 1948               | 1953               | 1961               | 1971               | 1981               | 1991               | 2001               | 2011               |
| 342                | 534                | 585                | 656                | 745                | 820                | 842                | 882                | 805                | 809                | 713                | 563                | 456                | 412                | 304                | 254                |

## Nevezetességei
- A Negyednapos és Igaz Szent Lázár tiszteletére szentelt pravoszláv temploma 1936-ban épült a faluközponttól délre fekvő temetőben. Az első fatemplomot még 1745-ben építették ezen a helyen, mellette fából ácsolt harangláb állt. Ikonosztázát 1752-ben festette Arsenij ikonfestő mester. A régi lebontott templom helyére 1936-ban újat emeltek, melyet 1988 és 1990 között megújítottak. A körülötte fekvő temetőbe pravoszláv és katolikus hívek egyaránt temetkeznek.
- A falutól délre egy kisebb magaslaton fekvő szántóföld található, melyet a helyiek Brod, illetve Turski grad névvel illetnek. A föld Velimir Borojević tulajdona. A sekély árok által övezett területen számos cseréptöredék és téglatörmelék található ezért megművelése is nehézségekbe ütközik. A maradványokból nyilvánvaló, hogy a középkorban vár állt ezen a helyen.
- A falutól északra található a Selišta és Kućište nevű földterület. Itt is jelentős mennyiségű cseréptöredék és téglatörmelék került elő. A maradványok alapján nagyon valószínű, hogy itt a középkorban település volt.

## Oktatás
A településen elemi iskola működik, mely a dežanovaci iskola alsó tagozatos területi iskolája. A felső tagozat Dežanovácon, a középiskola Daruváron, Gerzencén és Pakrácon működik.